# Ginhara ou Fidèle jusqu'à la mort
Ginhara ou Fidèle jusqu'à la mort è un cortometraggio del 1910 diretto da Georges Hatot e Victorin-Hippolyte Jasset.

## Trama
La principessa Ginhara è la figlia del re di Tebe, un capo barbaro che si chiama Alberich; la salvata da un'imboscata. Ginhara per questo sceglie come marito Alberich. L'amante Haltar viene così respinto della principessa, infuriato per l'unione di Ginhara ed Alberich; dichiara guerra al suo regno. Alberich a seguito di una feroce battaglia, viene ucciso. Ginhara addolorata per la perdita, promette di vendicare la morte di Alberich; ed un giorno somministra una dose di veleno ad Haltar.